# بيت عجل (الحيمة الداخلية)

تعديل مصدري - تعديل

بيت عجل هي إحدى قرى عزلة بني السياغ بمديرية الحيمة الداخلية التابعة لمحافظة صنعاء، بلغ تعداد سكانها 670 نسمة حسب تعداد اليمن لعام 2004.